# Biblioteca Nacional de Mozambique
La Biblioteca Nacional de Mozambique (en portugués: Biblioteca Nacional de Moçambique) es la biblioteca nacional y depósito legal de Mozambique. La biblioteca fue fundada en 1961 en Maputo (antigua Lourenço Marques). La designación de « biblioteca nacional » está ligada al hecho de que funciona como la biblioteca depositaria para el conjunto de la producción literaria en el país.

## Historia

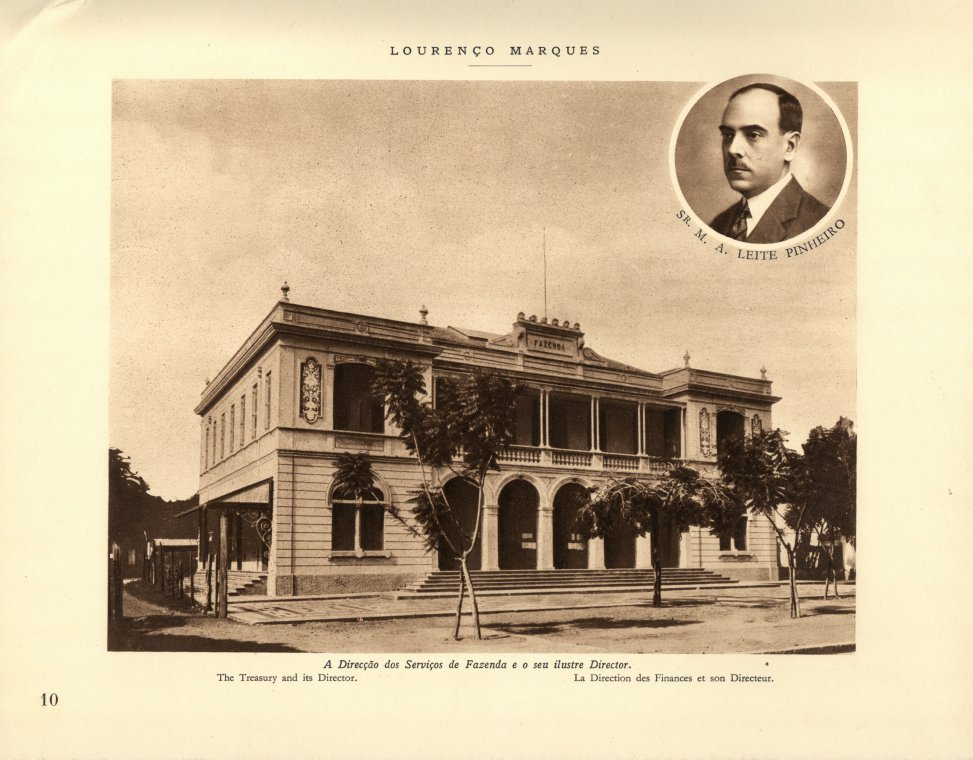
La Dirección de Hacienda y Contabilidad y su director en 1929, sede de la actual Biblioteca Nacional de Mozambique.

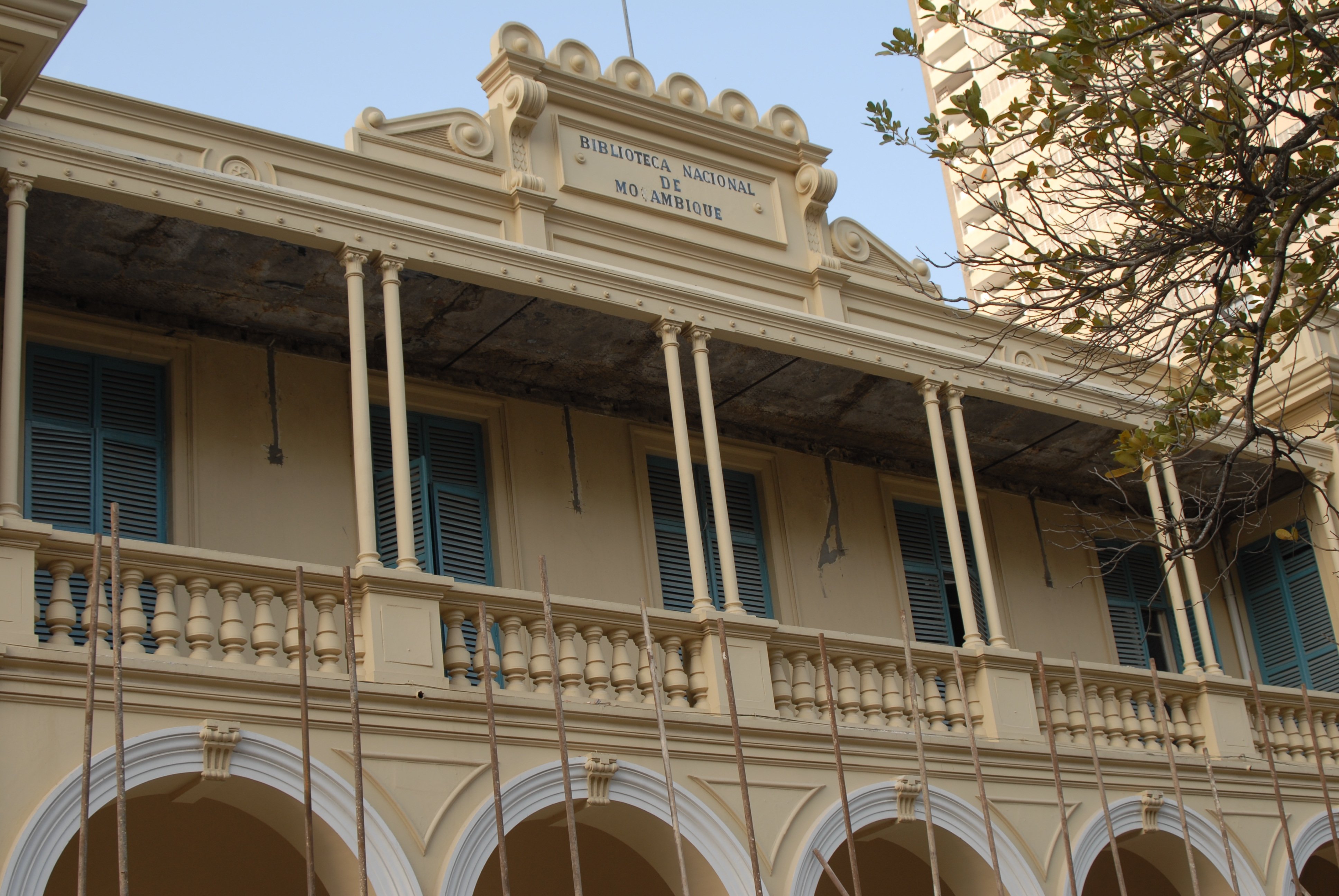
Detalles de la fachada de la biblioteca.

### Fundación
La biblioteca nacional se fundó en 1961 durante la época colonial portuguesa en Mozambique. De manera provisional la colección se instaló en el edificio de la Dirección de Hacienda y Contabilidad (Direcção dos Serviços de Fazenda e Contabilidade en portugués). Aunque su estancia en este edificio se concibió como algo provisional cuando se fundó en 1961, el edificio sigue albergando la biblioteca hoy en día.

### Independencia
Cuando Mozambique declaró su independencia de Portugal en 1975, el personal portugués de la biblioteca abandonó el país y la biblioteca cerró sus puertas al público. Tres años más tarde, en 1978, se estableció un nuevo equipo bibliotecario con siete técnicos mozambiqueños y se volvió a abrir al público.

## Colección
La biblioteca nacional contiene la colección bibliográfica más antigua y exhaustiva del país, con una colección de aproximadamente 150.000 volúmenes.